# Forbidden World
Forbidden World, oorspronkelijk getiteld Mutant, is een Amerikaanse sciencefiction-horrorfilm uit 1982. Het scenario werd geschreven door Tim Curnen, gebaseerd op een verhaal van R.J. Robertson en Jim Wynorski. De film werd geregisseerd door Allan Holzman en geproduceerd door Roger Corman. De hoofdrollen worden vertolkt door Jesse Vint, Dawn Dunlap en June Chadwick.

## Verhaal
In de verre toekomst bevindt zich op de afgelegen woestijnplaneet Xarbia een genetisch onderzoeksstation. Een onderzoeksteam heeft daar een experimentele levensvorm gecreëerd, genaamd "Subject 20". Deze entiteit, opgebouwd uit de synthetische DNA-streng "Proto B", was bedoeld om een voedselcrisis in de melkweg te voorkomen. Echter, Subject 20 muteert snel en oncontroleerbaar, doodt alle proefdieren in het laboratorium en verpopt zichzelf vervolgens in een onderzoeksruimte.
Militair officier Mike Colby en zijn robotassistent SAM-104 worden opgeroepen om de situatie te onderzoeken. Na aankomst ontdekt Colby dat Subject 20 is ontsnapt uit zijn cocon en begonnen is met het elimineren van het personeel. Het wezen injecteert zijn slachtoffers met Proto B-DNA, waardoor hun lichamen oplossen in een gelatineuze substantie die het vervolgens consumeert voor voeding. Ondanks de geheimhouding en tegenwerking van de onderzoekers, besluit Colby dat het wezen vernietigd moet worden om verdere slachtoffers te voorkomen.

## Rolverdeling
| Acteur         | Personage      |
| -------------- | -------------- |
| Jesse Vint     | Mike Colby     |
| Dawn Dunlap    | Tracy Baxter   |
| June Chadwick  | Barbara Glaser |
| Linden Chiles  | Gordon Hauser  |
| Fox Harris     | Cal Timbergen  |
| Raymond Oliver | Brian Beale    |
| Scott Paulin   | Earl Richards  |
| Michael Bowen  | Jimmy Swift    |
| Don Olivera    | SAM-104        |

Regisseur Allan Holzman begon met filmen zonder een volledig script, met de instructie van Roger Corman om binnen vier dagen een openingsscène van zeven tot acht minuten te produceren. De film hergebruikt sets die eerder waren ontworpen door James Cameron voor de film Galaxy of Terror en bevat ook beelden uit de film Battle Beyond the Stars uit 1980, eveneens geproduceerd door Corman. De opnames vonden plaats in slechts 20 dagen.

## Ontvangst
De film kreeg drie nominaties voor de Saturn Awards in 1983: Beste Low-Budget Film, Beste Make-up en Beste Speciale Effecten. Critici beschouwden de film over het algemeen als een goedkope imitatie van de film Alien, met nadruk op seks, naaktheid en goedkope speciale effecten. Desondanks kreeg de elektronische filmmuziek van Susan Justin positieve aandacht.

## Remake
In 1991 werd de film opnieuw gemaakt onder de titel Dead Space, waarbij Roger Corman optrad als uitvoerend producent. Hoewel er kleine variaties waren, behield de remake grotendeels de plot en karakteristieken van het origineel.